# Гони (Италия)
Гони (итал. Goni) — коммуна в Италии, располагается в регионе Сардиния, в провинции Кальяри.
Население составляет 556 человек (2008 г.), плотность населения составляет 30 чел./км². Занимает площадь 19 км². Почтовый индекс — 9040. Телефонный код — 070.
Покровителем коммуны почитается святой апостол Иаков Старший, празднование 25 июля.

## Демография
Динамика населения:

## Администрация коммуны
- Официальный сайт: http://www.comune.goni.ca.it/